# Kazuma Matsushita
Kazuma Matsushita (松下 和磨 Matsushita Kazuma?, nacido el 25 de junio de 1982 en Osaka) es un exfutbolista japonés. Jugaba de delantero y su único club fue el Kataller Toyama de Japón.

## Trayectoria

### Clubes
| Club            | País  | Año         |
| --------------- | ----- | ----------- |
| Kataller Toyama | Japón | 2005 - 2009 |